# Nachoem Wijnberg
Nachoem Mesoelam Wijnberg (* 13. April 1961 in Amsterdam, Niederlande) ist ein niederländischer Hochschullehrer, Dichter und Schriftsteller.

## Leben
Nachoem Wijnberg studierte Rechtswissenschaften und Volkswirtschaftslehre an der Universität von Amsterdam und erhielt 1990 seinen Doktortitel an der Rotterdam School of Management.
Wijnberg lehrt seit 2005 an der Universität von Amsterdam.

## Autorentätigkeit
Im Jahre 1989 veröffentlicht er sein erstes Werk, die Sammlung De simulatie van de schepping aus der Lyrikreihe De Windroos. Seitdem sind 18 Gedichtbände und einige Romane erschienen. Zu seinen Auszeichnungen gehört praktisch jeder Lyrikpreis der Niederlande. Er zählt zu den wichtigsten niederländischen Dichtern der Gegenwart. Im Januar 2004 erhielt er den Jan-Campert-Preis für Eerst dit dan dat und 2008 den Ida Gerhardt Poëzieprijs für Lieder; 2018 wurde er für sein Gesamtwerk mit dem P.C.-Hooft-Preis ausgezeichnet.

## Veröffentlichungen
- 2020 – Joodse gedichten (Gedichtband, Uitgeverij Pluim)
- 2019 – Afscheidswedstrijd (Gedichtband, Uitgeverij Pluim)
- 2018 – Om mee te geven aan een engel (Gedichtband, Uitgeverij Pluim)
- 2018 – Voor jou, van jou (Gedichtband, Atlas Contact)
- 2017 – Van groot belang (Gedichtband, Atlas Contact), Englisch
  - engl.: Of great importance (Goleta: Punctum Books, 2018)
- 2016 – Uit tien (Gedichtband, Atlas Contact)
- 2015 – Alle collega's dood (Roman, Van Gennep)
- 2013 – Nog een grap (Gedichtband, Atlas Contact)
- 2013 – (engl.) Advance payment. Poems from Songs, The life of and First this, then that (Gedichtband, Anvil Press Poetry)
- 2012 – Als ik als eerste aankom (Gedichtband, Atlas Contact)
- 2010 – (frz.) Quatre poèmes (Gedichtband, Action poetique)
- 2010 – (ital.) Poesie (Gedichtband, Testo a fronte)
- 2009 – Divan van Ghalib (Gedichtband, Atlas Contact)
  - engl.: Divan of Ghalib (White Pine Press, 2016)
  - ital.: Divan di Ghalib (La Camera Verde, 2015)

- 2008 – Het leven van (Gedichtband, Contact)
- 2006 – Liedjes (Gedichtband, Contact)
- 2005 – De opvolging (Roman, Contact)
- 2004 – Eerst dit dan dat (Gedichtband, Contact)
- 2003 – Uit 7 (Gedichtband, Contact)
- 2002 – Politiek en liefde (Roman, Contact)
- 2001 – Vogels (Gedichtband, Contact)
- 1999 – De joden (Roman, De bezige Bij)
  - engl.: The Jews (Goleta: Punctum Books, 2016)
- 1997 – Landschapsseks (Roman, De bezige Bij)
- 1998 – Alvast (Gedichtband, De bezige Bij)
- 1996 – Geschenken (Gedichtband, De bezige Bij)
- 1994 – Is het dan goed (Gedichtband, De bezige Bij)
- 1993 – Langzaam en zacht (Gedichtband, De bezige Bij)
- 1991 – De expeditie naar Cathay (Gedichtband, De bezige Bij)
- 1990 – De voorstelling in de nachtclub (Gedichtband, De bezige Bij)
- 1989 – De simulatie van de schepping (Gedichtband, De bezige Bij)